# Satellite Awards 2021
Bei der 26. Verleihung der Satellite Awards, die die International Press Academy (IPA) jedes Jahr in verschiedenen Film-, Fernseh- und Medienkategorien vergibt, wurden Filme und Serien des Jahres 2021 geehrt.
Die Nominierungen wurden am 1. Dezember 2021 bekanntgegeben. Die Bekanntgabe der Gewinner erfolgte am 2. April 2022.

## Sonderauszeichnungen
- Auteur Award (für eine einzigartige Kontrolle über die Filmproduktionselemente) – Lin-Manuel Miranda
- Humanitarian Award (für wohltätige Leistungen in der Filmbranche) – Val Kilmer
- Mary Pickford Award (für herausragende Beiträge zur Unterhaltungsbranche) – Tom Skerritt
- Nikola Tesla Award (für innovative Leistungen in der Filmproduktion) – Joan Collins Carey[3]
- Breakthrough Performance Award – Artur Amanaliev
- Bester Erster Film (Best First Feature) – Halle Berry für Bruised
- Stunt Performance Award – The Suicide Squad
- Honorary Satellite Award – Jenifer Lewis

## Gewinner und Nominierte im Bereich Film
| Film                 | N   | A |
| -------------------- | --- | - |
| The Power of the Dog | 130 | 5 |
| Belfast              | 130 | 2 |
| Dune                 | 100 | 4 |
| Tick, Tick… Boom!    | 7   | 3 |
| King Richard         | 7   | 0 |
| Licorice Pizza       | 5   | 1 |
| Spencer              | 5   | 1 |
| CODA                 | 4   | 1 |
| Macbeth              | 4   | 1 |
| Cyrano               | 3   | 1 |
| Come on, Come on     | 3   | 0 |
| Flee                 | 3   | 0 |
| Frau im Dunkeln      | 3   | 0 |
| The French Dispatch  | 3   | 0 |
| In the Heights       | 3   | 0 |
| Parallele Mütter     | 3   | 0 |
| Respect              | 3   | 0 |

### Bester Film – Drama
Belfast
- CODA
- Dune
- East of the Mountains
- King Richard
- Frau im Dunkeln (The Lost Daughter)
- The Power of the Dog
- Spencer

### Bester Film – Komödie oder Musical
Tick, Tick… Boom!
- Cyrano
- The French Dispatch
- In the Heights
- Licorice Pizza
- Respect

### Bester Hauptdarsteller – Drama
Benedict Cumberbatch – The Power of the Dog
- Clifton Collins Jr. – Jockey
- Joaquin Phoenix – Come on, Come on
- Tom Skerritt – East of the Mountains
- Will Smith – King Richard
- Denzel Washington – Macbeth (The Tragedy of Macbeth)

### Beste Hauptdarstellerin – Drama
Kristen Stewart – Spencer
- Jessica Chastain – The Eyes of Tammy Faye
- Olivia Colman – Frau im Dunkeln (The Lost Daughter)
- Penélope Cruz – Parallele Mütter (Madres paralelas)
- Lady Gaga – House of Gucci
- Nicole Kidman – Being the Ricardos

### Bester Hauptdarsteller – Komödie oder Musical
Andrew Garfield – Tick, Tick… Boom!
- Peter Dinklage – Cyrano
- Anthony Ramos – In the Heights

### Beste Hauptdarstellerin – Komödie oder Musical
Alana Haim – Licorice Pizza
- Melissa Barrera – In the Heights
- Jennifer Hudson – Respect
- Renate Reinsve – Der schlimmste Mensch der Welt

### Bester Nebendarsteller
Kodi Smit-McPhee – The Power of the Dog
- Robin de Jesús – Tick, Tick… Boom!
- Jamie Dornan – Belfast
- Ciarán Hinds – Belfast
- Jared Leto – House of Gucci
- J. K. Simmons – Being the Ricardos

### Beste Nebendarstellerin
Kirsten Dunst – The Power of the Dog
- Caitriona Balfe – Belfast
- Judi Dench – Belfast
- Aunjanue Ellis – King Richard
- Marlee Matlin – CODA
- Ruth Negga – Seitenwechsel (Passing)

### Bester fremdsprachiger Film
Drive My Car (ドライブ・マイ・カー Doraibu mai kā) (Japan)
- Abteil Nr. 6 (Hytti nro 6) (Finnland)
- Flee (Dänemark)
- Der perfekte Chef (El buen patrón) (Spanien)
- The Hand of God (È stata la mano di Dio) (Italien)
- A Hero – Die verlorene Ehre des Herrn Soltani (قهرمان Ghahreman) (Iran)
- Feuernacht (Noche de fuego) (Mexiko)
- Titane (Frankreich)
- Der schlimmste Mensch der Welt (Verdens verste menneske) (Norwegen)

### Bester Film – Animation oder Mixed Media
Encanto
- Flee
- Luca
- Die Mitchells gegen die Maschinen (The Mitchells vs. the Machines)
- Vivo – Voller Leben (Vivo)

### Bester Dokumentarfilm
Summer of Soul (…Or, When the Revolution Could Not Be Televised)
- Ascension
- Brian Wilson: Long Promised Road
- Flee
- Introducing, Selma Blair
- Julia
- Procession
- The Rescue
- Val
- The Velvet Underground

### Bester Regisseur
Jane Campion – The Power of the Dog
- Paul Thomas Anderson – Licorice Pizza
- Kenneth Branagh – Belfast
- Reinaldo Marcus Green – King Richard
- Lin-Manuel Miranda – Tick, Tick… Boom!
- Denis Villeneuve – Dune

### Bestes Originaldrehbuch
Belfast – Kenneth Branagh
- Come on, Come on – Mike Mills
- A Hero – Die verlorene Ehre des Herrn Soltani – Asghar Farhadi
- Licorice Pizza – Paul Thomas Anderson
- Parallele Mütter (Madres paralelas) – Pedro Almodóvar
- King Richard – Zach Baylin

### Bestes adaptiertes Drehbuch
CODA – Sian Heder
- Dune – Eric Roth, Jon Spaihts, Denis Villeneuve
- Frau im Dunkeln (The Lost Daughter) – Maggie Gyllenhaal
- Seitenwechsel (Passing) – Rebecca Hall, Nella Larsen
- The Power of the Dog – Jane Campion
- Macbeth (The Tragedy of Macbeth) – Joel Coen

### Beste Filmmusik
Dune – Hans Zimmer
- The French Dispatch – Alexandre Desplat
- The Harder They Fall – Jeymes Samuel
- The Last Duel – Harry Gregson-Williams
- Parallele Mütter (Madres paralelas) – Alberto Iglesias
- The Power of the Dog – Jonny Greenwood
- Spencer – Jonny Greenwood

### Bester Filmsong
„Colombia, Mi Encanto“ (von Lin-Manuel Miranda) – Encanto
- „Be Alive“ (von Beyoncé Knowles-Carter und Dixson) – King Richard
- „Beyond the Shore“ (von Nicholai Baxter, Matt Dahan, Marius de Vries und Sian Heder) – CODA
- „Down to Joy“ (von Van Morrison) – Belfast
- „Here I Am (Singing My Way Home)“ (von Jamie Alexander Hartman, Jennifer Hudson und Carole King) – Respect
- „No Time to Die“ (von Billie Eilish und Finneas O’Connell) – No Time to Die

### Beste Kamera
Dune – Greig Fraser
- Belfast – Haris Zambarloukos
- Come on, Come on – Robbie Ryan
- The Power of the Dog – Ari Wegner
- Tick, Tick… Boom! – Alice Brooks
- Macbeth (The Tragedy of Macbeth) – Bruno Delbonnel

### Beste visuelle Effekte
Dune – Brian Connor, Paul Lambert, Tristan Myles, Gerd Nefzer
- Eternals – Stephane Ceretti, Matt Aitken, Daniele Bigi, Neil Corbould
- Godzilla vs. Kong – David Clayton, Kevin Sherwood, Kevin Smith, Adam Wingard
- Shang-Chi and the Legend of the Ten Rings – Joe Farrell, Dan Oliver, Christopher Townsend, Sean Walker
- The Suicide Squad – Jonathan Fawkner, Kelvin McIlwain, Dan Sudick, Guy Williams
- The Tomorrow War – Carmelo Leggiero, James E. Price, J. D. Schwalm, Randall Starr, Sheldon Stopsack

### Bester Filmschnitt
Dune – Joe Walker
- Belfast – Úna Ní Dhonghaíle
- King Richard – Pamela Martin
- Licorice Pizza – Andy Jurgensen
- The Power of the Dog – Peter Sciberras
- Tick, Tick… Boom! – Myron Kerstein, Andrew Weisblum

### Bester Tonschnitt
Tick, Tick… Boom! – Paul Hsu, Tod A. Maitland
- Belfast – Niv Adiri, Simon Chase, James Mather, Denise Yarde
- Dune – Ron Bartlett, Theo Green, Doug Hemphill, Mark A. Mangini, Mac Ruth
- The Harder They Fall – Ron Bartlett, Clint Bennett, Doug Hemphill, Richard King, Anthony Ortiz
- The Last Duel – Daniel Birch, Stéphane Bucher, David Giammarco, Paul Massey, William Miller, Oliver Tarney
- The Power of the Dog – Richard Flynn, Leah Katz, Robert Mackenzie, Tara Webb, Dave Whitehead

### Bestes Szenenbild
Macbeth (The Tragedy of Macbeth) – Stefan Dechant
- Belfast – Jim Clay, Claire Nia Richards
- Dune – Richard Roberts, Zsuzsanna Sipos, Patrice Vermette
- The French Dispatch – Rena DeAngelo, Adam Stockhausen
- The Power of the Dog – Grant Major, Amber Richards
- Spencer – Guy Hendrix Dyas, Yesim Zolan

### Bestes Kostümdesign
Cyrano – Massimo Cantini Parrini
- Belfast – Charlotte Walter
- Der Prinz aus Zamunda 2 (Coming 2 America) – Ruth E. Carter
- Dune – Jacqueline West
- The Power of the Dog – Kirsty Cameron
- Spencer – Jacqueline Durran

### Bestes Ensemble
The Power of the Dog

## Gewinner und Nominierte im Bereich Fernsehen
| Serie                        | N | A |
| ---------------------------- | - | - |
| Mare of Easttown             | 5 | 3 |
| Succession                   | 5 | 3 |
| The Kominsky Method          | 4 | 1 |
| Help                         | 4 | 0 |
| Ted Lasso                    | 3 | 2 |
| Oslo                         | 3 | 1 |
| American Crime Story         | 3 | 0 |
| Nine Perfect Strangers       | 3 | 0 |
| Only Murders in the Building | 3 | 0 |
| Die Professorin              | 3 | 0 |

### Beste Fernsehserie (Drama)
Squid Game
- American Rust
- Bosch
- The Boys
- In Treatment – Der Therapeut (In Treatment)
- Line of Duty
- Lupin
- Succession

### Beste Fernsehserie (Komödie/Musical)
Ted Lasso
- A Black Lady Sketch Show
- Die Professorin (The Chair)
- Hacks
- Help
- The Kominsky Method
- Only Murders in the Building
- What We Do in the Shadows

### Beste Genre-Serie
WandaVision
- Evil
- Sweet Tooth
- Them

### Beste Miniserie
Mare of Easttown
- It’s a Sin
- Maid
- The North Water
- Time
- The Underground Railroad

### Bester Fernsehfilm
Oslo
- Help
- Robin Roberts Presents: Mahalia

### Bester Darsteller in einer Serie (Drama/Genre)
Omar Sy – Lupin
- Brian Cox – Succession
- Aldis Hodge – City on a Hill
- James Nesbitt – Bloodlands
- Jeremy Strong – Succession
- Titus Welliver – Bosch

### Beste Darstellerin in einer Serie (Drama/Genre)
Sarah Snook – Succession
- Beanie Feldstein – American Crime Story (Impeachment: American Crime Story)
- Nicole Kidman – Nine Perfect Strangers
- Kelly Macdonald – Line of Duty
- Elisabeth Moss – The Handmaid’s Tale – Der Report der Magd (The Handmaid's Tale)

### Bester Darsteller in einer Serie (Komödie/Musical)
Jason Sudeikis – Ted Lasso
- Paul Bettany – WandaVision
- Michael Douglas – The Kominsky Method
- Jay Duplass – Die Professorin (The Chair)
- Steve Martin – Only Murders in the Building
- Alan Tudyk – Resident Alien

### Beste Darstellerin in einer Serie (Komödie/Musical)
Jean Smart – Hacks
- Selena Gomez – Only Murders in the Building
- Jennifer Jason Leigh – Atypical
- Sandra Oh – Die Professorin (The Chair)
- Hannah Waddingham – Ted Lasso
- Lena Waithe – Master of None

### Bester Darsteller in einer Miniserie oder einem Fernsehfilm
Ewan McGregor – Halston
- Colin Farrell – The North Water
- Stephen Graham – Help
- Michael Keaton – Dopesick
- Clive Owen – American Crime Story (Impeachment: American Crime Story)
- Andrew Scott – Oslo

### Beste Darstellerin in einer Miniserie oder einem Fernsehfilm
Kate Winslet – Mare of Easttown
- Danielle Brooks – Robin Roberts Presents: Mahalia
- Jodie Comer – Help
- Cynthia Erivo – Genius (Genius: Aretha)
- Julianne Moore – Lisey’s Story
- Ruth Wilson – Oslo

### Bester Nebendarsteller in einer Serie, Miniserie oder einem Fernsehfilm
Evan Peters – Mare of Easttown
- Bobby Cannavale – Nine Perfect Strangers
- John Carroll Lynch – Big Sky
- Paul Reiser – The Kominsky Method
- Michael Shannon – Nine Perfect Strangers

### Beste Nebendarstellerin in einer Serie, Miniserie oder einem Fernsehfilm
Lisa Edelstein – The Kominsky Method
- Jenifer Lewis – Black-ish
- Julianne Nicholson – Mare of Easttown
- Sarah Paulson – American Crime Story (Impeachment: American Crime Story)
- Anja Savcic – Big Sky
- Jean Smart – Mare of Easttown

### Bestes Ensemble
Succession